# Cimetière boisé de Nový Jáchymov
Le cimetière boisé de Nový Jáchymov (Lesní hřbitov v Novém Jáchymově) est un cimetière boisé situé au nord de la commune de Nový Jáchymov du district de Beroun en Bohême centrale, République tchèque.
Conçu par l'architecte-paysagiste František Nittinger (1768-1839) dans les années 1830, le cimetière a été intégré dans les bois sur la colline surplombant le village. La population à cette époque s'est rapidement multipliée, en partie grâce au travail que procuraient l'exploitation des mines de fer et des usines sidérurgiques voisines, en service depuis 1810. Le cimetière est la dernière demeure de plusieurs personnalités de la région, ainsi que d'autres citoyens de villages environnants.
Au milieu du cimetière se tient une grande croix avec le corps du Christ. Un certain nombre de tombes sont décorées avec des monuments funéraires et des pierres tombales, fabriquées dans les forges locales. La plupart des monuments funéraires sont situés dans le fond du cimetière qui est aussi la partie la plus ancienne.
Le cimetière est peu entretenu et devient peu à peu une véritable forêt.
Le cimetière est inscrit dans le patrimoine culturel de la République tchèque depuis le 3 mai 1958.